# Каска Сольберг (М17)

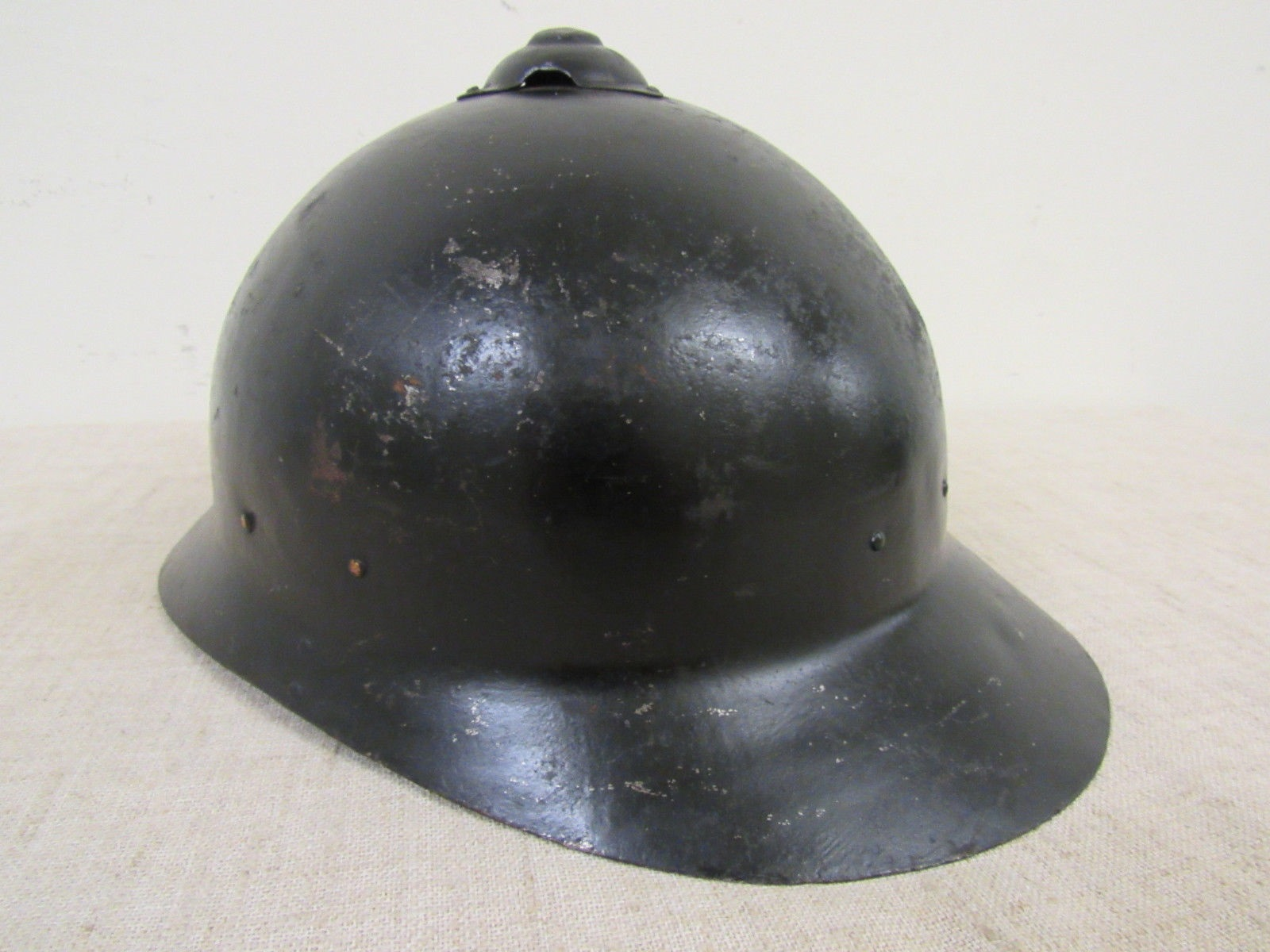
Шлем Сольберг использовавшийся, по всей вероятности (судя по окрасу), финскими частями

Каска Сольберг (М17, M1917, Зольберг, фин. Sohlberg) — общевойсковой защитный стальной шлем русской армии, а затем РККА и Сил обороны Финляндии, который был разработан, производился и поступал в войска в ходе Первой мировой войны.

## Предыстория

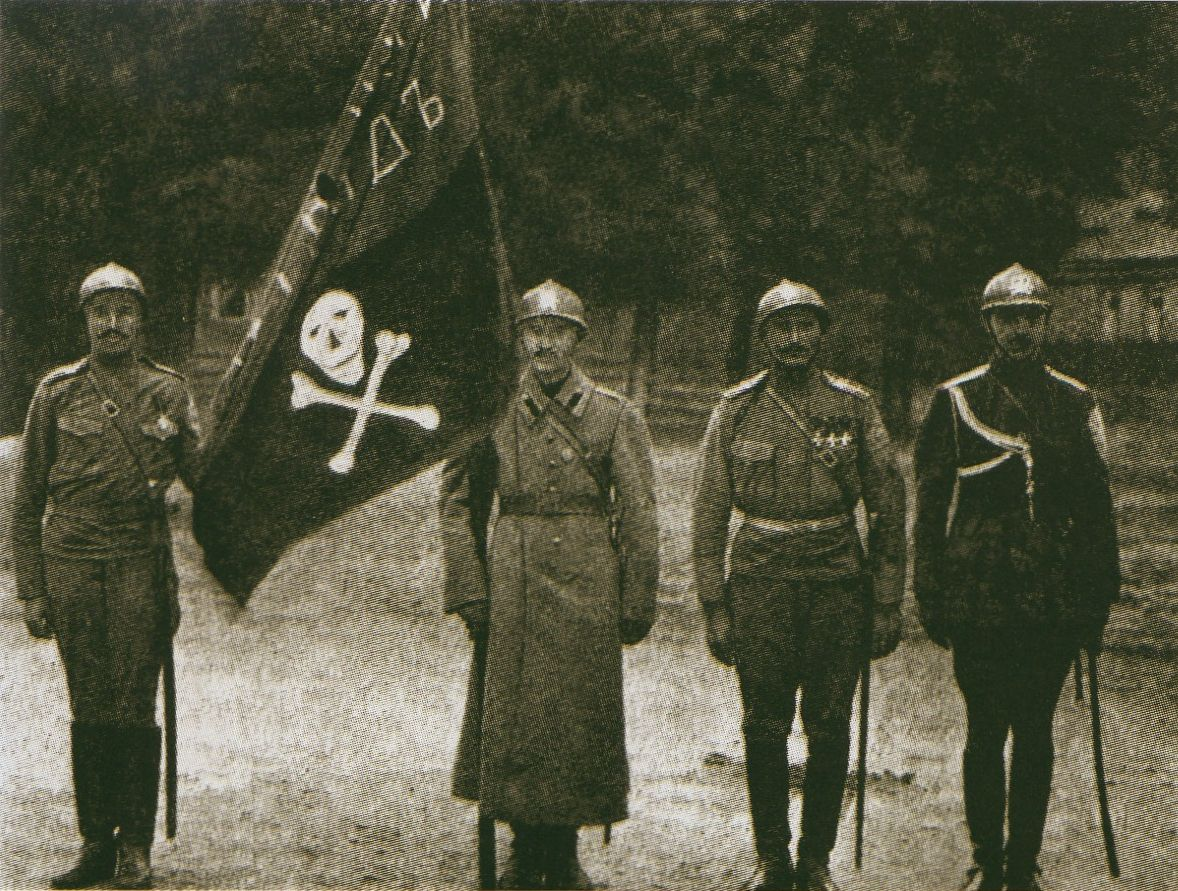
Знаменосец, ассистенты и адъютант поручик князь Ухтомский Ударного отряда 8-й армии (позже «Корниловского»), 1917 г. (РГАКФД). На шлемах — череп со скрещёнными костями; на рукавах — синяя полковая нашивка

В 1915 году Генеральный штаб Российской империи принял решение о начале разработки русского стального шлема на основе конструкции французской каски Адриана модели 1915 года.
Заказы на производство шлемов были размещены на нескольких предприятиях: в Гельсингфорсе (заводы «Граната», G. W. Sohlberg, V. W. Holmberg), в Саратове (завод «Жесть»), на Ижорском заводе и на Сергинско-Уфалейских горных заводах на Урале.

## Производство
Основной заказ на производство шлемов был размещен в Великом княжестве Финляндском на заводах Sohlberg-Oy и V. W. Holmberg, но революционные события начала 1917 года сорвали план производства шлемов и помешали поставкам изготовленных в Финляндии шлемов в Россию. Всего на заводе Sohlberg-Oy успели изготовить 500 000 шлемов, а на заводе V. W. Holmberg — 100 000 шлемов, но в русскую армию была поставлена относительно небольшая часть. В 1918 году Финляндия объявила независимость, и выпущенные, но не отправленные в Россию шлемы остались в распоряжении финского правительства. При этом на большей части оставшихся шлемов не было установлено подтулейное устройство, так как изначально его установка планировалась на заводах в России

## Описание
Дизайн шлема был разработан на основе вышеупомянутой французской каски Адриана образца 1915 года, однако по результатам испытаний были выявлены некоторые конструктивные недостатки французского шлема.
Вес шлема составлял 800—850 граммов. Русский шлем был более прочным и простым в производстве, он изготавливался из листовой стали с добавлением никеля толщиной 1,2 мм путём штамповки. В верхней части купола шлема располагалось вентиляционное отверстие, прикрытое выпуклой треугольной накладкой, прикрепленной к поверхности шлема тремя клёпками. Подтулейное устройство (некоторые неправильно называют его «подшлемник») изготавливалось из ткани и крепилось с помощью гофрированных алюминиевых полос, так же, как на каске Адриана, предназначенных для вентиляции и прикрепленных к поверхности шлема с помощью восьми клёпок. В верхней части подтулейное устройство имело круглое отверстие, размер которого регулировался с помощью шнура. Подбородочный ремень изготавливался из кожи, его размер регулировался прямоугольной пряжкой. Крепление подбородочного ремня осуществлялось с помощью прямоугольных металлических колец, прикрепленных к полям шлема двумя парами клёпок. Шлемы, выпущенные для русской армии, были окрашены масляной краской в цвет хаки.

## Эксплуатация
С ноября 1916 года каски начали поступать в войска. Небольшое количество поступивших шлемов выдавалось в основном в ударные батальоны. Так, их получил Ударный отряд штаба 8-й армии (позднее Корниловский ударный отряд, а с августа 1917 года Корниловский ударный полк).
Во время гражданской войны небольшая часть шлемов использовалась армиями Белого движения, после окончания войны в 1920—1930-е годы некоторое количество шлемов оставалось в распоряжении РККА (и в дальнейшем, были заменены касками СШ-36 и СШ-40).
В 1920-е годы в Финляндии некоторое количество оставшихся шлемов были оснащены подшлемником в виде трёх треугольных лепестков из брезента или кожи и переданы финской армии, в подразделения пожарной охраны и полувоенные формирования (в дальнейшем, они были заменены шлемом образца 1940 года).

### Эксплуатанты
- Российская империя
- Российская республика
- Белое движение
- РСФСР
- СССР
- Финляндия